# Anna Behrens
Anna Behrens, geb. Litzmann, (* 9. April 1850 in Halle (Saale); † nach 1913) war eine deutsche Schriftstellerin.

## Leben
Sie kam als Tochter des Professors der Medizin Carl Conrad Theodor Litzmann in Halle zur Welt, zog jedoch bereits als Kind mit ihren Eltern nach Kiel, wo sie zusammen mit ihren Geschwistern auch aufwuchs und ihre Jugend verlebte. Ihr Elternhaus wurde der „Mittelpunkt geistig anregender Geselligkeit“. Bis zu ihrem 12. Lebensjahr wurde sie durch Privatlehrer erzogen und besuchte später kurzzeitig eine Mädchenschule. Mit dem Dichter Klaus Groth verband sie eine lange Freundschaft. Er war es auch, der sie in Literaturgeschichte unterrichtete.
Im Jahr 1875 heiratete sie den Professor der Mineralogie Theodor Heinrich Behrens, der in Delft lehrte. Sie ging mit ihm nach Delft, wo sie bis zu seinem Tod 1905 lebte. Als Witwe siedelte sie schließlich nach Bonn über und begann, schriftstellerisch tätig zu werden, nachdem bereits 1897 ein Gedichtband von ihr erschienen war.

## Werke
- Zum Licht. Gedichte. 1897.[2]
- Hans Peter und andere Erzählungen. Schwetschke, Berlin 1905
- Aus Alt-Büsum. Ein Menschenleben. Heinrich Theodor Behrens. Ruhfus, Dortmund 1907. (Digitalisat)